# 허리케인 카터
《허리케인 카터》(영어: The Hurricane)는 미국에서 제작된 노먼 주이슨 감독의 1999년 전기 스포츠 범죄 드라마 영화이다. 덴절 워싱턴 등이 출연하였고, 아미언 번스틴이 댄 고든과 공동 각본을 쓰고 제작에도 참여하였다.
이 영화는 1999년 12월 29일 미국에서 유니버설 픽처스에 의해 개봉되었다.

## 출연진
- 덴절 워싱턴 - 루빈 “더 허리케인” 카터 역
- 바이셀러스 리언 섀넌 - 레즈라 마틴 역
- 데버라 케라 엉거 - 리사 피터스 역
- 리에브 슈라이버 - 샘 체이턴 역
- 존 해나 - 테리 스윈턴 역
- 댄 허데이야 - 델라 페스카 경사 역
- 데비 모건 - 메이 셀마 카터 역
- 클랜시 브라운 - 지미 윌리엄스 경위 역
- 데이비드 페이머 - 마이런 벨독 역
- 해리스 율린 - 리언 프리드먼 역
- 로드 스타이거 - H. 리 새러킨 판사 역
- 빈센트 패스토어 - 앨프리드 벨로 역
- 조지 T. 오덤 - 에드 “빅 에드” 역
- 비어트리스 윈디 - 루이즈 코커셤 역
- 바디아 디올라 - 모부투 역
- 로빈 워드

## 기타 제작진
- 공동 제작: 존 재슈니
- 배역: 에이비 코프먼

## 우리말 녹음
KBS 성우진 (2005년 6월 18일)
- 구자형 - 카터 (덴절 워싱턴)
- 강구한 - 지미 (클랜시 브라운)
- 이완호 - 델라 페스카 (댄 허데이야)
- 사성웅 - 레즈라 (바이셀러스 리언 섀넌)
- 이호인 - 샘 (리에브 슈라이버)
- 한호웅 - 테리 (존 해나)
- 강희선 - 리사 (데버라 케라 엉거)
- 안경진 - 메이 셀마 (데비 모건)
- 노민 - 벨로 (빈센트 패스토어)
- 류다무현 - 교도소장
- 박규웅 - 벨독 (데이비드 페이머)
- 정기항 - 프리드먼 (해리스 율린)
- 성선녀
- 최문자
- 윤병화
- 변영희
- 윤동기
- 전숙경
- 홍진욱